# ABM香港科技集團公司
ABM香港科技集團公司（英語：ABM Hong Kong Technology Group Corp），是在2008年開始非法運作的詐騙集團，表面上業務是銷售及生產軟件產品「Mycool」，實則是利用到香港山頂的杜莎夫人蠟像館，主犯「李鑫」與曾蔭權、李嘉誠等名人蠟像合照，以搏取受害人信任，從而騙取大量金錢。
由於香港市民被此詐騙集團騙取金錢，故此金額達至30億元人民幣，而受害人達至60萬人。另外，根據宣傳資料，謊稱為李澤楷持有30%股份，因而在2010年被深圳市罗湖区消费者委员会、深圳市公安局定為詐騙集團，直至2012年搗破；除此之外，李澤楷並沒有持有股份。
這個是首次在中國內地，騙徒利用到蠟像館進行和名人合照來向受害人騙取大量金錢；但如果以全球個案，是繼新加坡被騙徒利用到蠟像館去進行犯案的。